# Wolfgang Kirchbach
Wolfgang Kirchbach (født 18. september 1857 i London, død 8. september 1906 i Dresden) var en tysk forfatter. Han var søn af maleren Ernst Kirchbach og bror til maleren Frank Kirchbach.
Kirchbach fik sin opdragelse i Dresden. Han studerede først musik, senere filosofi og historie og begyndte sin forfatterbane i München 1879, hvor han 1884 blev formand for den nylig stiftede
Münchener Journalisten- und Schriftstellerverein. I 1888 flyttede han til Dresden for at overtage redaktionen af Magazin für die Literatur des In- und Auslandes. Han har udgivet Märchen (1879); novellesamlingerne Kinder des Reichs (2 bind 1883), Miniaturen (1893), romanerne Salvator Rosa (2 bind 1880; oversat på dansk 1883), Der Weltfahrer (1891), Das Leben auf der Walze (1892), Ausgewählte Gedichte (1883), tragedien Waiblinger (1886) samt lystspillene Der Menschenkenner (1884), Die letzten Menschen (1890) og Warum Frauen die Männer lieben. Kirchbach var en behændig forfatter, som yndede at tage alle den moderne tids ideer i sin tjeneste. Som kritiker øvede han til tider betydelig indflydelse.